# Kaiser Kuo
Kaiser Kuo, nato Guo Yiguang (cinese tradizionale: 郭怡廣; cinese semplificato: 郭怡广; pinyin: Guō Yíguǎng; 1966), è un chitarrista, musicista e scrittore cinese naturalizzato statunitense, ex-frontman del gruppo rock/metal di Pechino Tang Dynasty.
Dopo i Tang Dynasty, Kuo si è dedicato ad un altro progetto rock/metal con influenze etniche, gli Spring & Autumn (春秋, Chunqiu). Nella sua carriera musicale, ha anche suonato il basso per i Dirty Deeds, una cover band degli AC/DC di Pechino.

## Carriera non musicale
Attualmente, Kuo lavora come direttore delle comunicazioni internazionali per il motore di ricerca cinese Baidu. Precedentemente è stato corrispondente per l'ambito tecnologico della rivista Red Herring, oltre che direttore delle strategie digitali per la filiale cinese di Ogilvy & Mather, con base a Pechino. Come giornalista, scrive una colonna intitolata Ich bin ein Beijinger per la rivista inglese basata a Pechino The Beijinger.
Nel 2010, Kuo ha dato vita al programma Sinica, un podcast di attualità basato a Pechino che invita prominenti giornalisti, sia cinesi che stranieri distaccati in Cina, a partecipare a discussioni senza censura sulla politica e gli affari economici della RPC. Alcuni ospiti e co-conduttori del podcast sono stati Gady Epstein e Mary Kay Magistad di Public Radio International, Tania Branigan per The Guardian, Evan Osnos per The New Yorker, Arthur Kroeber di Dragonomics, Jeremy Goldkorn per Danwei e Bill Bishop, fondatore della CBS MarketWatch. Sinica viene registrato negli studios pechinesi del programma per lo studio del cinee Popup Chinese, e pubblicato attraverso Internet ogni venerdì.